# Rovensko u Zábřeha
Rovensko (deutsch Rowenz) ist eine Gemeinde in Tschechien. Sie liegt drei Kilometer nördlich von Zábřeh und gehört dem Okres Šumperk an.

## Geographie
Rovensko befindet sich am Abfall der Drozdovská vrchovina (Drosenauer Bergland) zur Müglitzer Furche (Mohelnická brázda) am Bach Rakovec. Im Osten verläuft der Graben Hraniční strouha. Westlich liegt der Naturpark Březná. Im Norden erhebt sich die Homůlka (332 m), südwestlich der Ovčary (466 m), im Westen der Háječek (471 m) sowie im Nordwesten die Homole (516 m).
Nachbarorte sind Postřelmůvek und Chromeč im Norden, Šikulův Mlýn, Bludovský Mlýn, Bludov und Sudkov im Nordosten, Postřelmov und Pazderna im Osten, Nový Dvůr, Kopanice, Lesnice und Leština im Südosten, Levenov, Zábřeh und Krumpach im Süden, Růžové Údolí und Pivonín im Südwesten, Václavov und Svébohov im Westen sowie Zborov im Nordwesten.

## Geschichte
Die erste urkundliche Erwähnung von Rovensko erfolgte 1373, als der Besitzer der Herrschaften Hohenstadt und Eisenberg, Zdenko von Sternberg, seiner Stiefmutter Machná z Běliny die Einkünfte aus mehreren Dörfern überschrieb. Nachdem die Linie der Sternberger im Mannesstamme erloschen war, fielen die Güter zur Markgrafschaft Mähren heim. 1397 sprach Markgraf Jobst von Mähren die Peter I. von Krawarn zu. 1411 wurden Rovensko und andere Dörfer vor dem Stadtgericht von Hohenstadt zur Abnahme von Hohenstädter Bier verpflichtet und außer den Schmieden wurde die Ausübung von Handwerk untersagt. 1431 brandschatzten die Truppen Erzherzog Albrechts II. die Gegend. Zwischen 1437 und 1442 erwarben die Tunkl von Brníčko große Gebiete Nordmährens, darunter auch Hohenstadt. Die Herren von Tunkl standen an der Seite Georg von Podiebrads. Während des ungarisch-böhmischen Kriegs wurde die Herrschaft Hohenstadt deshalb von ungarischen Truppen verwüstet. Zum Ende des 15. Jahrhunderts ließen die Tunkl entlang der March ein großes System von Teichen, Dämmen und Gräben errichten. Südwestlich von Rovensko entstanden der Stadtteich und der Große und Kleine Zadworschitzer Teich (Závořické rybníky). Das seit 1351 nachweislich Dorf Závořice erlosch zu dieser Zeit. 1491 bzw. 1493 kam es zu einem Aufstand der Untertanen wegen der Frondienste beim Teichbau. Georg d. Ä. Tunkl wurde dabei verletzt und verstarb infolgedessen. 1516 waren in Rovensko nur noch sechs Anwesen bewirtschaftet. Im Hohenstädter Urbar von 1585 sind für Rovensko 32 Wirtschaften, davon 26 Bauern, vier Gärtner und zwei Beisassen ausgewiesen. Während des Dreißigjährigen Krieges wurde die Gegend ab 1635 von den Schweden verwüstet. Zur Wiederbesiedlung holten die Liechtensteiner deutsche Siedler ins Land. Das älteste Ortssiegel von Rowensk stammt von 1787. Zu Beginn des 19. Jahrhunderts entstand eine Schule. 1839 bestand das Dorf aus 96 Häusern und hatte 709 Einwohner. Am Weg nach Svébohov wurde in dieser Zeit eine Tongrube betrieben. Außerdem wurde in geringem Umfang Eisenerz abgebaut.
Nach der Aufhebung der Patrimonialherrschaften bildete Rovensko/Rowenz ab 1850 eine politische Gemeinde im Bezirk Hohenstadt. Bei der Choleraepidemie von 1855 starben 50 Einwohner. 1880 lebten in dem Dorf 685 Menschen und 1910 waren es 764. 1899 gründete Petr Adámek in Rovensko eine kleine Dachpappfabrik. Im Jahre 1921 lebten in den 126 Häusern des Ortes 752 Menschen, davon waren 733 Tschechen, zehn Deutsche und sechs Ausländer. 1930 hatte Rovensko 746 Einwohner, von denen 742 Tschechen waren.
Nach dem Münchner Abkommen wurde das Dorf 1938 dem Deutschen Reich zugeschlagen und gehörte bis 1945 zum Landkreis Hohenstadt. Bei der sudetendeutschen Ergänzungswahl zum nationalsozialistischen Reichstag wurden die NSDAP-Kandidaten am 4. Dezember 1938 in Rowenz mit einem Stimmenanteil von 90 % abgenickt. 1939 hatte Rowenz 787 Einwohner. 1944 erfolgten Verhaftungen durch die Gestapo, nachdem eine Partisanenorganisation in Nordmähren verraten worden war. Am 7. Mai 1945 zogen die deutschen Truppen ab. Einen Tag später marschierte die Rote Armee ein und von Schwilbogen aus eröffneten die Deutschen das Feuer, wobei drei Menschen starben.
Nach dem Ende des Zweiten Weltkrieges kam das Dorf zur Tschechoslowakei zurück. Mit Beginn des Jahres 1961 erfolgte die Auflösung des Okres Zábřeh und Rovensko wurde dem Okres Šumperk zugeordnet. 1969 lebten in den 187 Wohnhäusern der Gemeinde 723 Menschen. Zwischen 1976 und 1991 war Postřelmůvek eingemeindet.

## Gemeindegliederung
Für Gemeinde Rovensko sind keine Ortsteile ausgewiesen.

## Sehenswürdigkeiten

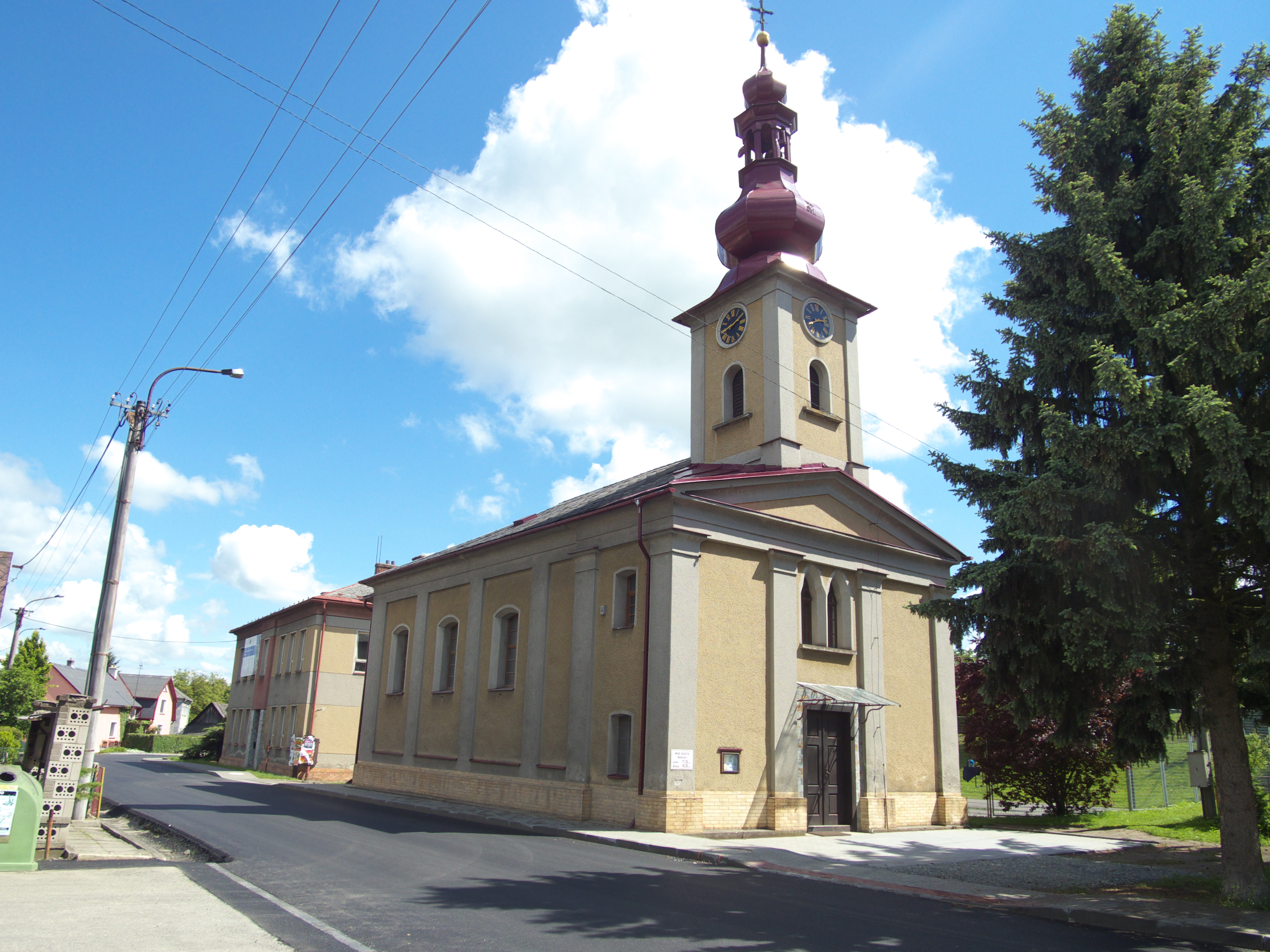
Kapelle Mariä Wiegenfest

- Kapelle Mariä Wiegenfest, errichtet 1856
- Betsäule, errichtet in der ersten Hälfte des 19. Jahrhunderts
- Hraniční strouha, der Graben war Teil des ab 1489 unter Johann d. Ä. Tunkl entlang der March angelegten Teichsystems
- Bauerngehöfte in Volksbauweise, aus der Mitte des 19. Jahrhunderts
- Totenhaus